# 添下郡
添下郡为奈良縣過去轄下的一個郡，已於1897年4月1日與平群郡合併為生駒郡。
在1880年實施郡區町村編制法時的轄區包括現在的奈良市西部地區、大和郡山市西部地區、生駒市北部地區。

## 歷史
在4世紀至7世紀的大和王權時代，是當時大王王權首領治天下大王統治下被稱為曾布縣（也被寫作曾添縣）的直屬領地，在過去文獻中曾使用的地名包括（日文讀做：Sohu）、（日文讀做：Soho），其日文發音和（日文讀做：Sohu）都極為相近，後來在令制國時代此區域被分別設置為「添上郡」和「添下郡」兩郡，屬於大和國。
江戶時代添下郡的市區部分大多為郡山藩的領地，另有小部分區域屬於小泉藩、寺社領或旗本的領地。
19世紀明治維新後，原屬奈良奉行管轄的幕府直屬領及旗本領地、寺社領改隸屬新政府設立的奈良縣，其他區域在1871年實施廢藩置縣後分別隸屬郡山縣、小泉縣，但在同一年的府縣整併中，全數區域通通都併入奈良縣；1876年的第二次府縣整併中，奈良縣遭到廢除，改隸屬堺縣管轄，不過到了1881年又因堺縣被廢除改隸屬大阪府，直到1887年重新設立了奈良縣，才恢復隸屬奈良縣轄下。
在1880年實施郡區町村編制法時，正式的設置了近代的行政區劃「添下郡」，最初郡役所設於添上郡的奈良町「奈良郡役所」，同時也負責管轄周邊的添上郡、山邊郡、廣瀨郡、平群郡，也因此後來又改稱為「添上添下山邊廣瀨平群郡役所」。

### 沿革

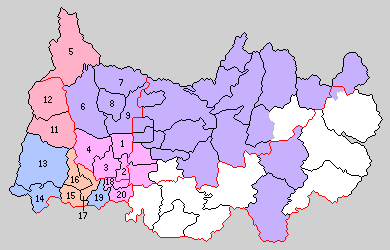
1889年添下郡轄下的行政區劃：
1.郡山町、2.筒井村、3.片桐村、4.矢田村、5.北倭村、6.富雄村、7.平城村、8.伏見村、9.都跡村
（紫色：現屬奈良市、桃：現屬大和郡山市、紅：現屬生駒市、11 - 20屬平群郡）

- 1889年4月1日：實施町村制，添下郡下設：郡山町、筒井村（日语：筒井村）、片桐村（日语：片桐町）、矢田村（日语：矢田村 (奈良県)）、北倭村（日语：北倭村）、富雄村（日语：富雄町）、平城村（日语：平城村）、伏見村（日语：伏見町 (奈良県)）、都跡村（日语：都跡村）。（1町8村）
- 1897年4月1日：實施郡制（日语：郡制），同時與平群郡合併為生駒郡。